# Arzal
Arzal (in bretone: Arzhal) è un comune francese di 1 420 abitanti situato nel dipartimento del Morbihan nella regione della Bretagna.

## Società

### Evoluzione demografica
Abitanti censiti